# Championnat de Corée du Sud de football 1989
Navigation
Saison précédente Saison suivante
La saison 1989 du Championnat de Corée du Sud de football était la 7e édition de la première division sud-coréenne à poule unique, la K-League. Six clubs prennent part au championnat qui prend la forme d'une poule unique où toutes les équipes se rencontrent huit fois au cours de la saison. Il n'y a pas de club relégué en fin de saison, au vu du trop faible nombre de formations engagées dans la compétition. Le club des Ilhwa Chunma rejoint la K-League avant le début de saison.
Le club de Yukong Kokkiri remporte le championnat cette saison après avoir terminé en tête du classement, avec 7 points d'avance sur un duo composé des Lucky-Goldstar Hwangso et des Daewoo Royals. Le tenant du titre, le club des POSCO Atoms, prend la 4e place à 9 points du nouveau champion. C'est le tout premier titre de l'histoire du Yukong Kokkiri.

## Les 6 clubs participants
En italique, le club qui a rejoint la K-League
| - Yukong Kokkiri - Daewoo Royals - Hyundai Horang-i - Ilhwa Chunma - Lucky-Goldstar Hwangso - POSCO Dolphins |

## Compétition
Le barème de points servant à établir le classement se décompose ainsi :
- Victoire : 2 points
- Match nul : 1 points
- Défaite : 0 point

### Classement
| Rang | Équipe                 | Pts | J  | G  | N  | P  | Bp | Bc | Diff |
| ---- | ---------------------- | --- | -- | -- | -- | -- | -- | -- | ---- |
| 1    | Yukong Kokkiri         | 49  | 40 | 17 | 15 | 8  | 51 | 40 | +11  |
| 2    | Lucky-Goldstar Hwangso | 47  | 40 | 15 | 17 | 8  | 53 | 40 | +13  |
| 3    | Daewoo Royals          | 42  | 40 | 14 | 14 | 12 | 44 | 44 | 0    |
| 4    | POSCO Atoms T          | 40  | 40 | 13 | 14 | 13 | 49 | 50 | -1   |
| 5    | Ilhwa Chunma           | 33  | 40 | 6  | 21 | 13 | 44 | 52 | -8   |
| 6    | Hyundai Horang-i       | 29  | 40 | 7  | 15 | 18 | 34 | 49 | -15  |

|  | Qualification pour la Coupe d'Asie des clubs champions 1990-1991 |
|  | Qualification pour la Coupe des Coupes 1990-1991                 |
|  | T Tenant du titre                                                |

## Bilan de la saison
| Championnat de Corée du Sud de football 1989 |                            |
| Champion                                     | Yukong Kokkiri (1er titre) |
| Coupes et trophées                           |                            |
| Vainqueur de la Coupe de Corée du Sud 1989   | Non disputée               |
| Qualifications continentales                 |                            |
| Coupe d'Asie des clubs champions 1990-1991   | Yukong Kokkiri             |
| Coupe des Coupes 1990-1991                   | Daewoo Royals              |
| Promotions et relégations                    |                            |
| Promus en K-League                           | Aucun                      |
| Relégués en K2-League                        | Aucun                      |